# Сульфат гадолиния(III)
Сульфат гадолиния(III) — неорганическое соединение, 
соль гадолиния и серной кислоты с формулой Gd2(SO4)3,
бесцветные кристаллы,
растворяется в воде,
образует кристаллогидраты.

## Физические свойства
Сульфат гадолиния(III) образует бесцветные кристаллы.
Растворяется в воде.
Образует кристаллогидраты состава Gd2(SO4)3•8H2O и Gd2(SO4)3•10H2O.
Сульфат гадолиния, размагничиваясь, заметно охлаждается. Это свойство использовали для получения сверхнизкой температуры. Сначала соль Gd2(SO4)3•8H2O помещают в магнитное поле и охлаждают до предельно возможной температуры. А затем дают ей размагнититься. При этом запас энергии, которой обладала соль, еще уменьшается, и в конце опыта температура кристаллов отличается от абсолютного нуля всего на одну тысячную градуса.

### Применение
Для производства оптического стекла и оптоволокна.